# Демечі
Де́мечі — село в Україні, в Ужгородському районі Закарпатської області, орган місцевого самоврядування — Малодобронська сільська рада. Населення становить 399 осіб (станом на 2001 рік). Село розташоване на півдні Ужгородського району, за 16,3 кілометра від районного центру.

## Географія
Село Демечі лежить за 16,3 км на південь від районного центру, фізична відстань до Києва — 616,8 км.

### Присілки
Демичі Перші — колишнє село в Україні, в Закарпатській області. Обєднане з селом Демечі рішенням облвиконкому Закарпатської області № 155 від 15.04.1967. Засноване у кінці 20-х років ХХ століття, та заселене переселенцями з гірських районів Подкарпатської Русі.
Демичі Другі — колишнє село в Україні, в Закарпатській області. Обєднане з селом Демечі рішенням облвиконкому Закарпатської області № 155 від 15.04.1967. Засноване у кінці 20-х років ХХ століття, та заселене переселенцями з гірських районів Подкарпатської Русі.

## Історія
Територія сели століттями знаходився в повіті Сабольч Угорського королівства. На західній території сучасного Демечі в початку 20 століття ділилися землевласники із сусіднього села Есень (Eszeny). Середня частина села була частиною села Тисаагтелек (Tiszaágtelek)
У 20-х роках ХХ століття чехословацька влада заснувала село, щоб послабити місцеву угорську громаду вздовж Тиси. Частина території було болотистою місцевістю, а територія сучасної західної частини села називалася котячим паромом (Macskarév — на угорській мові). На деяких картах Чарондарев (на угорській мові Csarondarév, що в переводі означає Переправа Чаронда) Існував старий хутор, а за переправу через річку Чаронда збирали податок.
Під час Угорського королівства до Тріанону східну піднічну, та південну частину де ще і ліс був на угорській мові називали Dümücső (Dimicső на деяких картах). Якраз ця частина була частиною села Агтелек.
В радянські роки на околиці села геологи виявили джерело термальної лікувальної води, де було збудовано водолікарню. Але насправді ця частина села і раніше була відома як купальня, та знаходилася у володінні села Мала Добронь. На околиці села проходила межа між повітами Сабольч та Берег. На старих картах угорського королівства називалася Лігетке-фурдо (На угорській мові — Ligetke fürdő, що в переводі на український означає лазня (купальня) в парку. В початку 20. століття (1939) власником купальні був Weinberger Vilmos [Архівовано 27 липня 2020 у Wayback Machine.], а сама вода лікувала ревматизм.

## Політика

### Парламентські вибори, 2019
На позачергових парламентських виборах 2019 року у селі функціонувала окрема виборча дільниця № 210604, розташована у приміщенні школи.
Результати
- зареєстровано 311 виборців, явка 42,44%, найбільше голосів віддано за «Слугу народу» — 54,10%, за «Опозиційний блок» — 18,85%, за Всеукраїнське об'єднання «Батьківщина» — 9,84%.[5] В одномандатному окрузі найбільше голосів отримав Андрій Андріїв (самовисування) — 40,00%, за Олександра Пекаря (Слуга народу) — 32,50%, за Михайла Ващинця (Всеукраїнське об'єднання «Батьківщина») — 10,00%[6].

## Населення
Станом на 1989 рік у селі проживало 396 осіб, серед них — 202 чоловіки і 194 жінки.
За даними перепису населення 2001 року у селі проживало 399 осіб. Рідною мовою назвали:
| Мова       | Кількість осіб | Відсоток |
| ---------- | -------------- | -------- |
| українська | 326            | 81,70 %  |
| угорська   | 69             | 17,29 %  |
| російська  | 3              | 0,75 %   |
| циганська  | 1              | 0,25 %   |

## Туристичні місця
- територія сучасної західної частини села називалася котячим паромом (Macskarév)
- Чарондарев (на угорській мові Csarondarév, що в переводі означає Переправа Чаронда) Існував старий хутор, а за переправу через річку Чаронда збирали податок.
- джерело термальної лікувальної води
- Ligetke fürdő — власником купальні був Weinberger Vilmos